# 陈永灿
陈永灿（1963年6月—），西南石油大学党委书记、教授，主要从事水动力环境、水利工程安全、生态环境保护等方面的研究工作。担任国际水利学会中国分会副主任，入选中华人民共和国教育部2008年度"长江学者"特聘教授。